# دينو مولدوفان
دينو مولدوفان (بالرومانية: Dinu Moldovan)‏ (3 مايو 1990 بألبا يوليا في رومانيا - ) هو لاعب كرة قدم روماني في مركز حراسة المرمى. شارك مع منتخب رومانيا تحت 21 سنة لكرة القدم. أما مع النوادي، فقد لعب مع إسبانيول وبونفيرادينا وجامعة كلوج ونادي أسترا جورجو وإسبانيول ب.

## روابط خارجية
- دينو مولدوفان على موقع قاعدة بيانات كرة القدم.إي يو (الإنجليزية)
- دينو مولدوفان على موقع Soccerway.com (الإنجليزية)
- دينو مولدوفان على موقع AS.com (الإسبانية)